# Gunnar Friman
Gunnar Friman, född 29 november 1926 i Malmö, död 26 april 2008 i Eriksfält, var en svensk revyartist och målare.
Friman började som programpojke och filtuthyrare hos teaterdirektören Oscar Winge på Hippodromteatern i Malmö.
Sommaren 1943 fick han hoppa in i en roll i folklustspelet Hemvärn och påssjuka som spelades på Pildammsteatern. Han fick sedan göra flera roller hos Winge. I mitten av 1940-talet arbetade han som scendekoratör vid gamla Folkets Hus-Teatern i Malmö. Han gjorde dekor till ett flertal teateruppsättningar i Sverige, liksom även i Köpenhamn och Helsingör.
Under några år i början av 1950-talet var Friman ett komiskt ankare i Hälsingborgsrevyn som turnerade i hela Sverige och gästspelade i Norge och Danmark. Som ung staterade han i flera filmer, bland annat Stinsen på Lyckås 1942, Skåningar 1944 och Sten Stensson kommer till stan 1945. Han hade även en mindre roll i TV-serien Åshöjdens BK 1985
I slutet av 1950-talet övergick Friman till att arbeta som konstnär; han målade i huvudsak pasteller. Under en period arbetade han som scenchef vid Södra Teatern i Malmö. Han gjorde en tillfällig comeback som skådespelare vid Pildammsteatern i Malmö i slutet av 1970-talet. Gunnar Friman satte också upp Hemvärn och Påssasjuka med i huvudsak amatörer men även med Ulla Rosenqvist som senare han blev gift med. Han var bror till Ingemar Friman, Olle Friman och Bill Friman.  